# Matignon, Côtes-d'Armor
Matignon (tiếng Breton: Matignon, Gallo: Mateinyon) là một xã của tỉnh Côtes-d’Armor, thuộc vùng Bretagne, tây bắc Pháp.

## Dân số
Người dân ở Matignon được gọi là Matignonnais.